# Житни трг (Сремска Митровица)
Житни трг, старије Трг Житна пијаца, је трг у Сремској Митровици и са својом непосредном околином представља један од најстаријих градских делова, заштићен је као просторна културно-историјска целина од великог значаја. Трг се налази у западном делу градског средишта и недалеко од реке Саве и пешачког Моста светог Иринеја. 
Житни трг са околним улицама представља најстарији део града, који је образован још у турско време (17. век).  Трг и данас носи одлике турског урбанизма - троугаони облик, неправилне стране и постепен прелазак у улице које се угаоно стичу у њега. Такође, и околне улице са оријенталним особеностима - кривудаве су и уске, са бројним слепим сокацима и пролазима.
До пре 50 година трг је био познат као Житна пијаца, будући да је кроз историју то била главна намена трга. Тада је трг раскопан, чиме су откривени остаци староримског Сирмијума. Оне су и данас откривене, што овом тргу даје несвакидашњи изглед. Представљају остатке трговачког дела града. Занимљиво је да је трг и данас трговачко стециште грађана и да се око трга налазе трговачке и угоститељске радње.
Средином августа 2017. године започети су радови на реконструкцији Житног трга, који су завршени 2018. године